# Malonty
Malonty (en allemand : Meinetschlag) est une commune du district de Český Krumlov, dans la région de Bohême-du-Sud, en République tchèque. Sa population s'élevait à 1 422 habitants en 2024.

## Géographie
Malonty se trouve à 24 km au sud-est de Český Krumlov, à 33 km au sud-sud-est de České Budějovice et à 155 km au sud de Prague.
La commune est limitée par Kaplice au nord-ouest, par Benešov nad Černou au nord-est, par Pohorská Ves à l'est et au sud, et par Dolní Dvořiště à l'ouest.

## Histoire
La première mention écrite du village date de 1360.

## Administration
La commune se compose de huit sections :
- Bělá
- Bukovsko
- Desky
- Jaroměř
- Malonty
- Meziříčí
- Radčice
- Rapotice